# بني الدئل

بني الدئل أو بني الديل أو بني الدؤل قبيلة عربية تتفرع من قبائل كنانة ضمن فرع مضر من قبائل عدنان من بني النبي الحليم إسماعيل ذبيح الله من بيت النبوة آل إبراهيم خليل الرحمن.

## النسب
ويرجع نسب القبيلة إلى الديل بن بكر بن عبد مناة بن كنانة بن خزيمة بن مدركة بن إلياس بن مضر بن نزار بن معد بن عدنان.
وتجتمع مع نسب الرسول محمد عليه أفضل الصلاة والسلام في كنانة بن خزيمة وكانوا أحلافا لقبيلة قريش في الجاهلية وصدر الإسلام وقد دخلت فيهم قبيلة عضل.
أخوتهم بني ليث بني ضمرة بني العريج و أنجب الديل : صبيغ وعدي و الحارث

## فروع بني الديل
أما عدي بن الديل والذين بقوا في تهامة الحجاز فكان منهم : بنو سعد، بنو نفاثة، بنو عبد، بنو جذيمة، بنو معاوية
وأما الحارث فكان منه : بني يزيد، بني هفان دخلوا في بني حنيفة في نجد، بني عزية في اليمن، بني نفيل

## ديارهم
كانت ديارهم بتهامة جنوب شرق مكة المكرمة بين مكة المكرمة والليث في غور قبائل بجيلة بني مالك
ومن ديارهم : جبل سروعة، جبل شامة، جبل طفيل، مجنة، وادي ادام ( الملحاء ) ، وادي التلاعة، وادي مركوب ، يلملم ، رخمة، منضح، المحدث، المنصحية، عتود

## قبائلهم اليوم
أشهر من بقي من بني الديل اليوم هم قبائل بني شعبة وهوم الآن معروفين بي الجحادله في تهامة الحجاز بين مكة والليث وديارهم هي ديار بني عدي بن الديل بن بكر وأما بنو هفان بن الحارث فلا تعرف لهم اليوم بقية بعد دخولهم القديم جدا في قبيلة بني حنيفة.

## مشاهيرهم
1. يعمر بن نفاثة الديلي الكناني سيد بني بكر بن عبد مناة في الجاهلية
2. الصحابي سلمى بن نوفل الديلي الكناني
3. الصحابي سارية بن زنيم الديلي الكناني الذي قال فيه عمر يا سارية الجبل
4. الصحابي عويف بن الأضبط الديلي الكناني
5. واضع علم النحو أبو الأسود الدؤلي الكناني
6. الصحابي الشاعر أنس بن أسيد بن أبي أناس الديلي الكناني صاحب أصدق بيت مدح قالته العرب وهو:

## وصلات خارجية
- قائمة قبائل العرب